# 후타카와촌 (오카야마현)
후타카와촌(二川村)은 오카야마현 마니와군에 위치했던 촌이다. 유바라정과 합병해 현재의 마니와시에 해당한다.